# Schäfflerbrunnen (Augsburg)

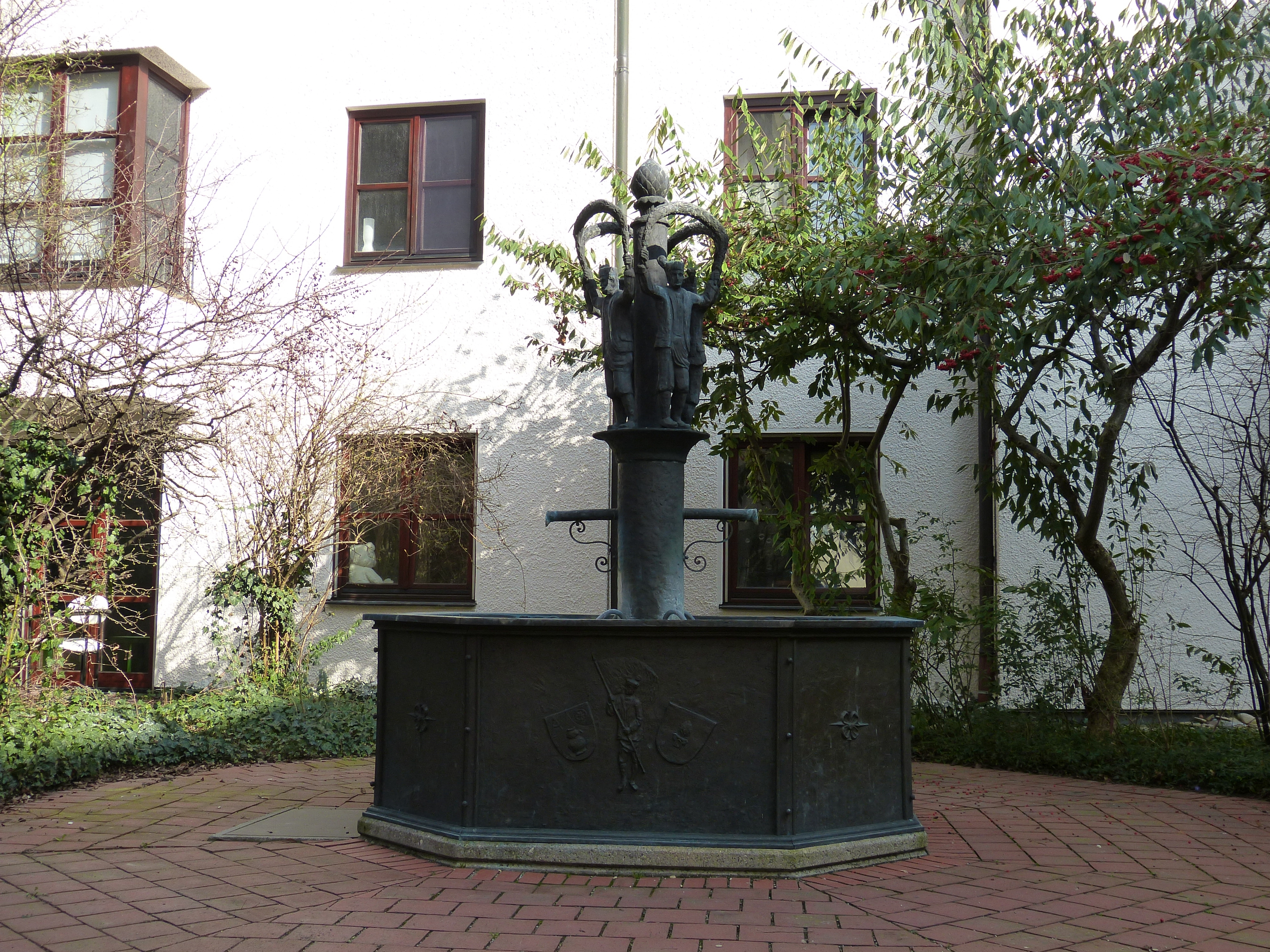
Der Schäfflerbrunnen

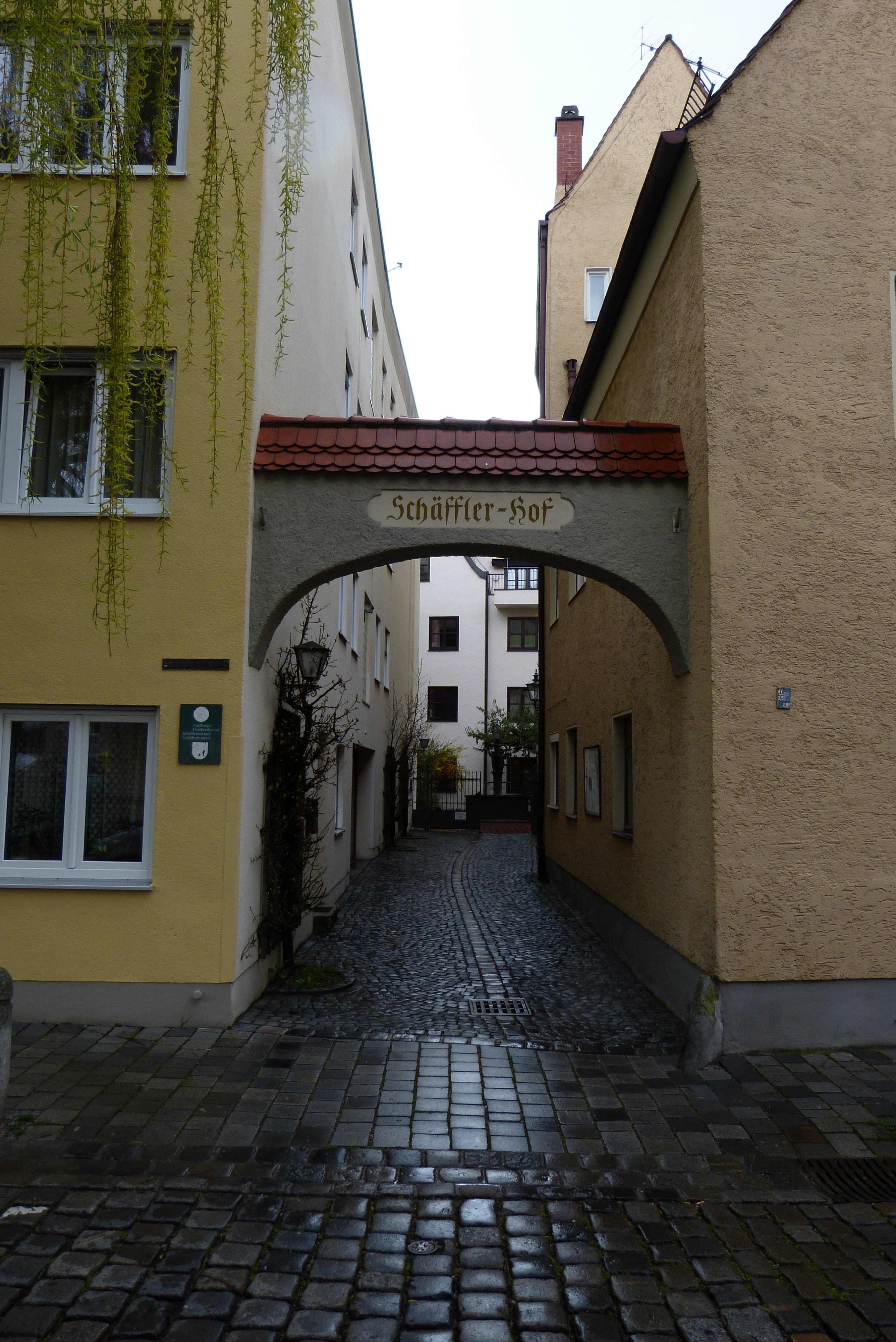
Der Eingang zum Schäfflerhof

Der Schäfflerbrunnen befindet sich im Schäfflerhof im Augsburger Lechviertel in der Schwibbogengasse 9.

## Geschichte
Der Brunnen wurde zu Augsburgs 2000-Jahr-Feier im Jahre 1985 als Symbol für das Handwerk, insbesondere für das Schäfflerhandwerk, zugleich mit dem Schäfflerhof geschaffen, einem ruhigen kleinen Innenhof zwischen Wohnhäusern in der Altstadt. Dieser ist von der Schwibbogengasse über einen schmalen Durchgang erreichbar, der von einem Schwibbogen mit der Inschrift „Schäffler-Hof“ überspannt wird. Im 18. und 19. Jahrhundert gab es in diesem Viertel insgesamt vier Schäfflereien. An der Stelle des Schäfflerhofes befand sich bis zu ihrer Zerstörung bei den Luftangriffen auf Augsburg im Jahr 1944 die Schäfflerei Käbitz. In der Schwibbogengasse lebte auch der letzte Augsburger Schäffler Stephan Demharter.
Der Schäfflerbrunnen ist ein Werk des Augsburger Künstlers Christian Angerbauer und basiert auf einem kleinen Brunnenmodell, das 1944 in dem zerstörten Gebäude gefunden wurde. Er stellt auf der zentralen Brunnensäule den seit dem 16. Jahrhundert bekannten Schäfflertanz, den Zunfttanz der Schäffler, dar. Auf dem Brunnenbecken ist auf vier großen Bronzetafeln die Herstellung eines Fasses dargestellt.
Im Schäfflerhof befinden sich außerdem Informationsvitrinen über den Hof und das Handwerk.

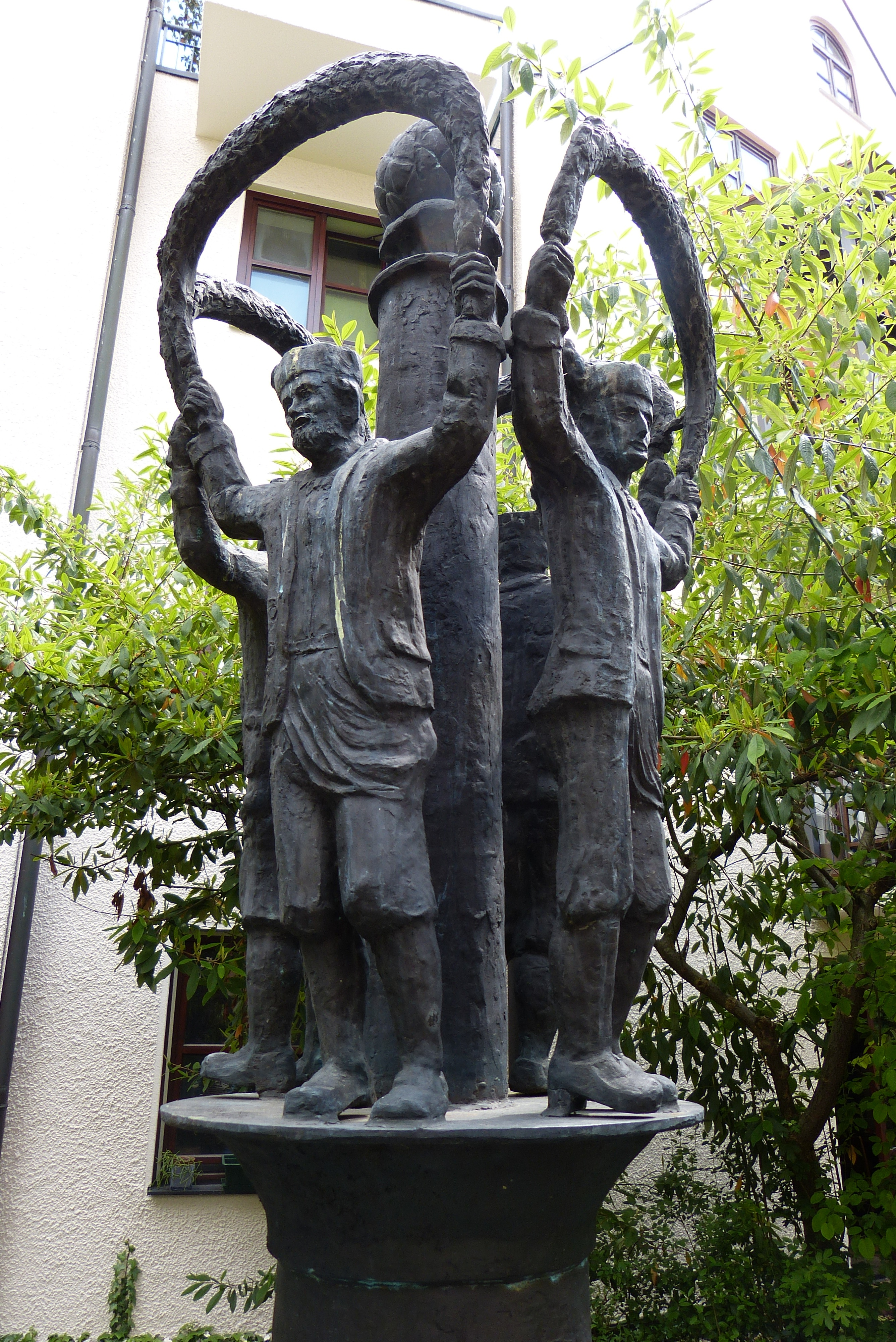
Detail des Schäfflertanzes
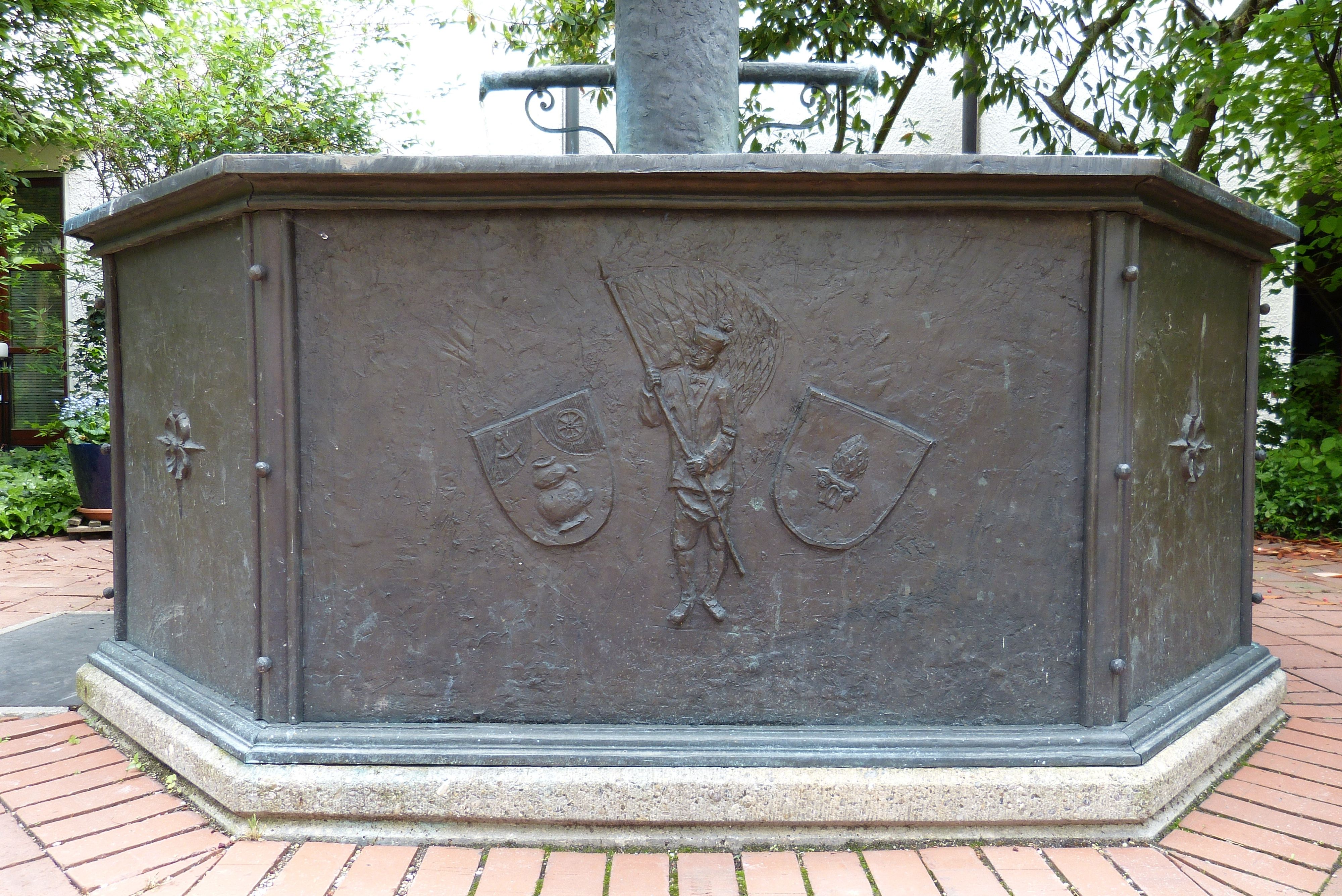
Bronzetafel vorne
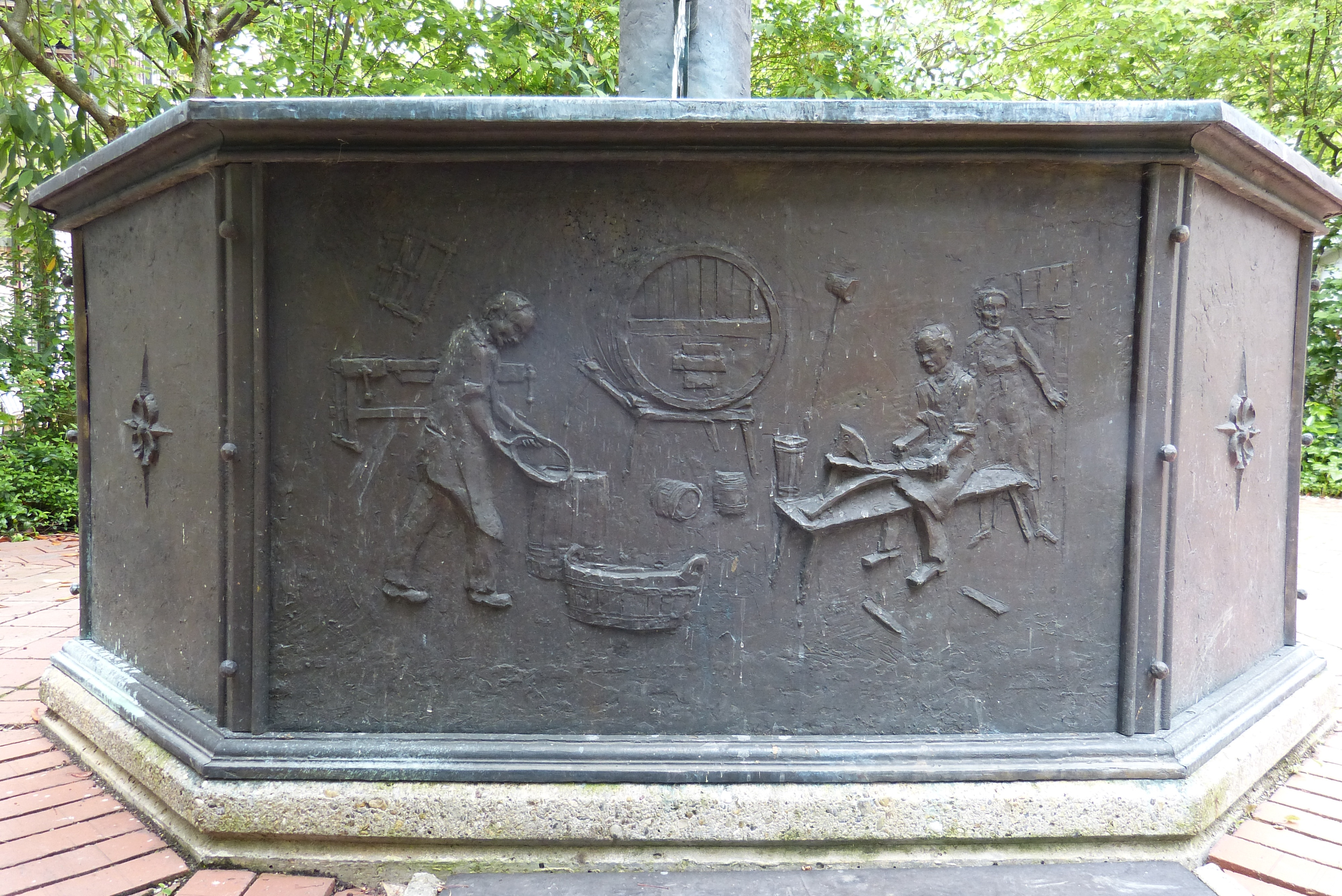
Bronzetafel links
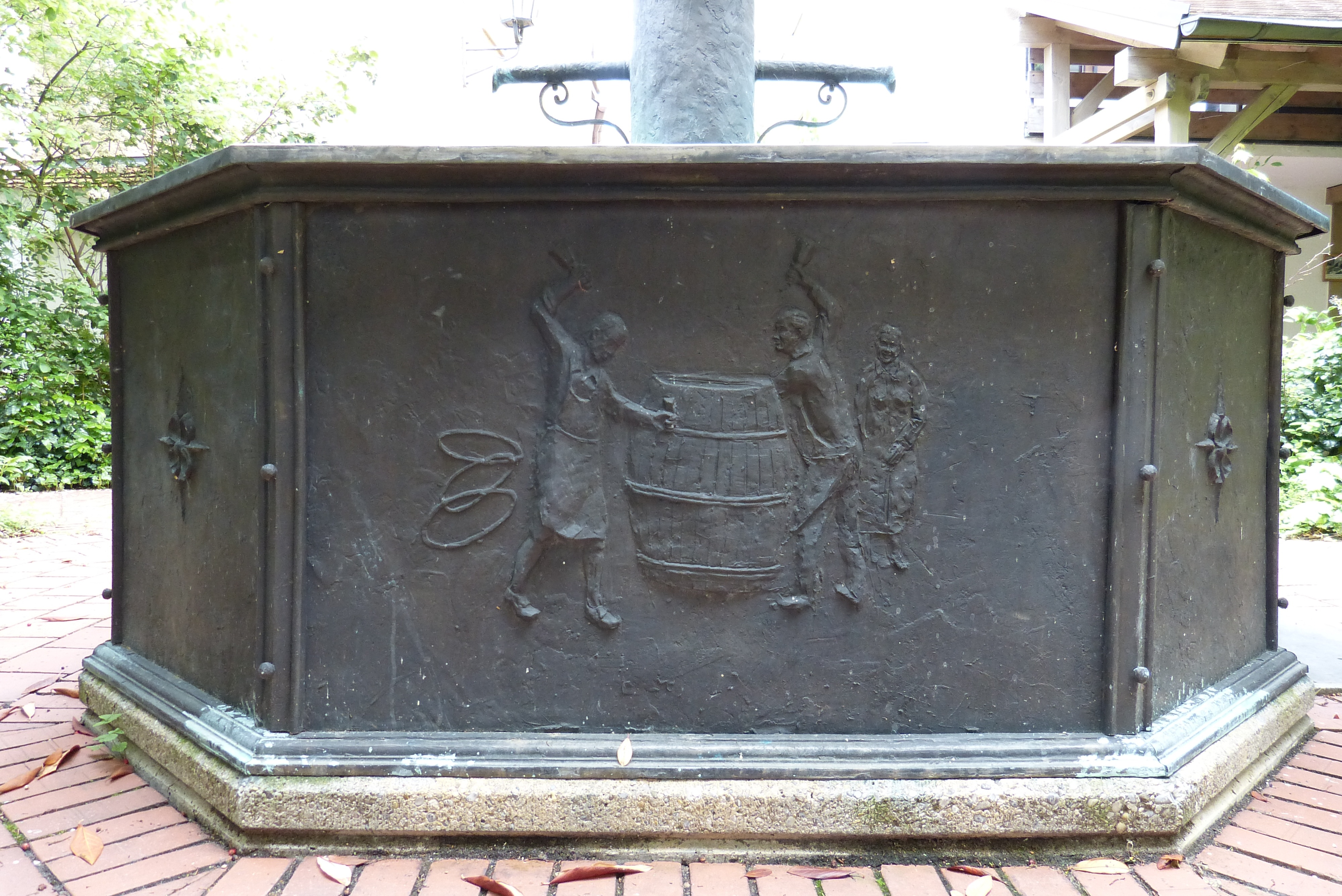
Bronzetafel hinten
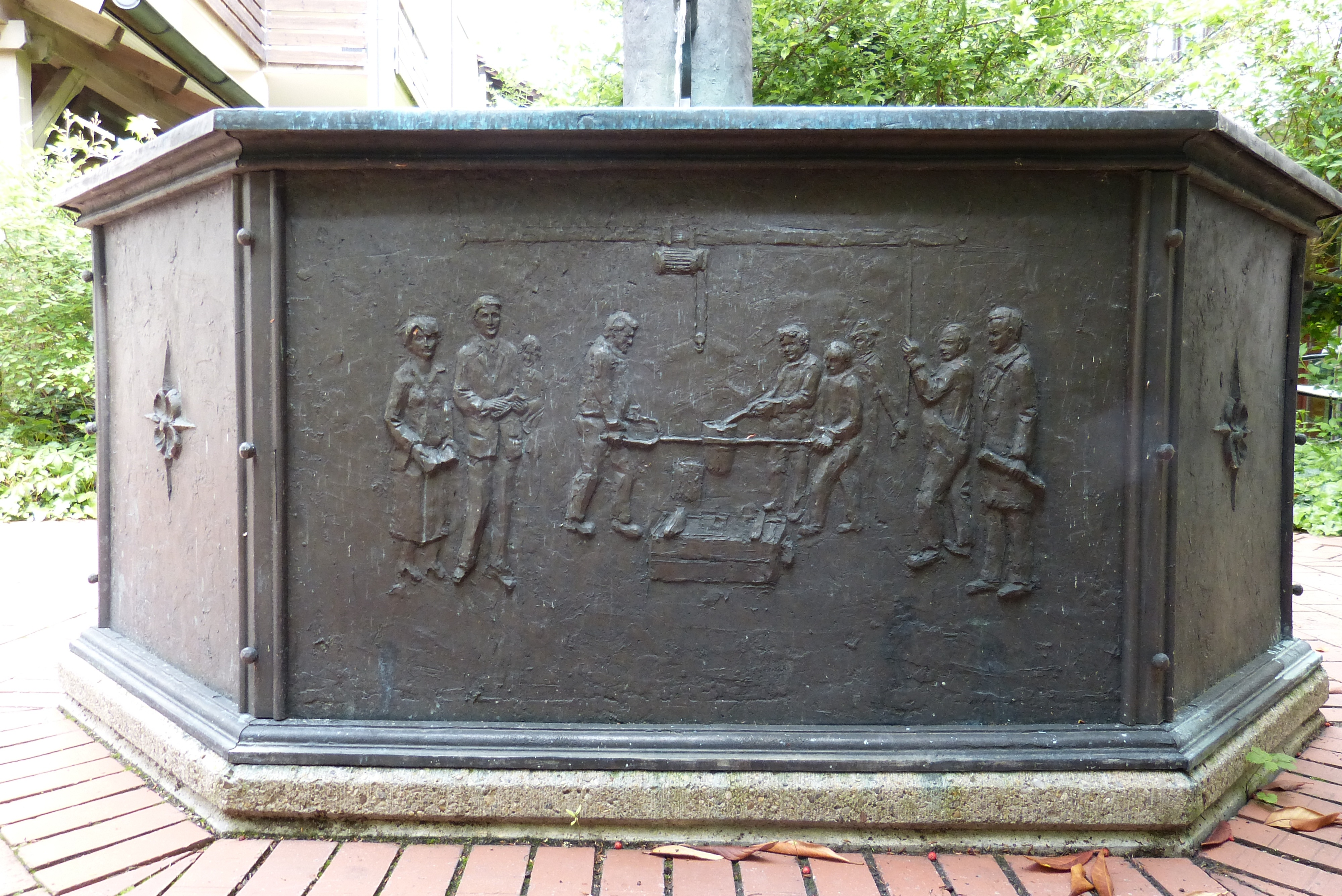
Bronzetafel rechts